# Chandler (Arizona)
Chandler je město v okrese Maricopa County ve státě Arizona ve Spojených státech amerických.
Město bylo založeno v roce 1912 a k roku 2020 zde žilo více než 277 000 obyvatel.

## Historie

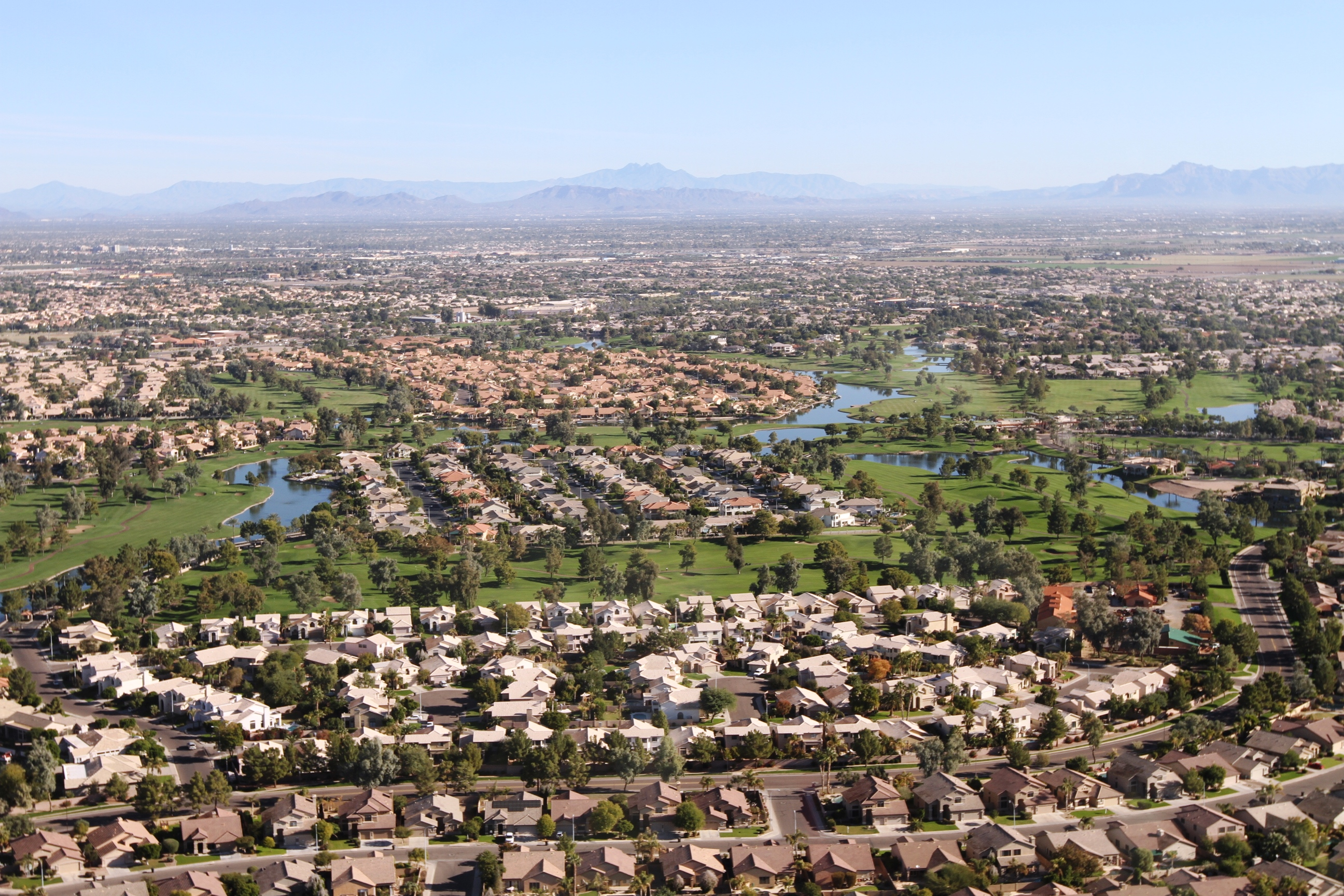
Město a jeho okolí

Město založil MVDr. Alexander John Chandler, Kanaďan a první veterinární chirurg v Arizoně. Roku 1891 se usadil jižně od Mesy, založil si ranč a studoval pozůstatky dávného zavlažovacího systému místních obyvatel kmene Hohokamů. Rozvinul jejich koncept do moderního melioračního  inženýrství. Do roku 1900 získal 73 km² půdy a vypracoval plány pro výstavbu města na místě tehdy známém jako Chandlerův ranč. Úřad pro výstavbu města byl otevřen 16. května 1912.
Původní území města ohraničovaly ulice Galveston Street na severu, Frye Road na jihu, Hartford Street na západě a Hamilton Street na východě. Do roku 1913 bylo založeno centrum města s hotelem San Marcos, který měl také první travnaté golfové hřiště v Arizoně. Střední škola Chandler High School byla založena v roce 1914. Chandler byl oficiálně prohlášen městem 16. února 1920, když o to 186 obyvatel požádalo správní radu okresu Maricopa.
Většina hospodářství města Chandler přežila Velkou hospodářskou krizi, až na zrušení hotelu v San Marcos, který A. J. Chandler musel postoupit věřitelům. Krach bavlnářského průmyslu následoval o několik let později a měl na obyvatele města mnohem hlubší dopad. 
Roku 1941 byla při městě založena letecká základna Williams, což vedlo k mírnému nárůstu populace. Do roku 1980 se populace zvýšila na 30 000.

## Ekonomika
Hlavním zaměstnavatelem obyvatel je firma Intel na výrobu mikročipů, následována dalšími firmami v oboru high-tech.

## Kultura a umění

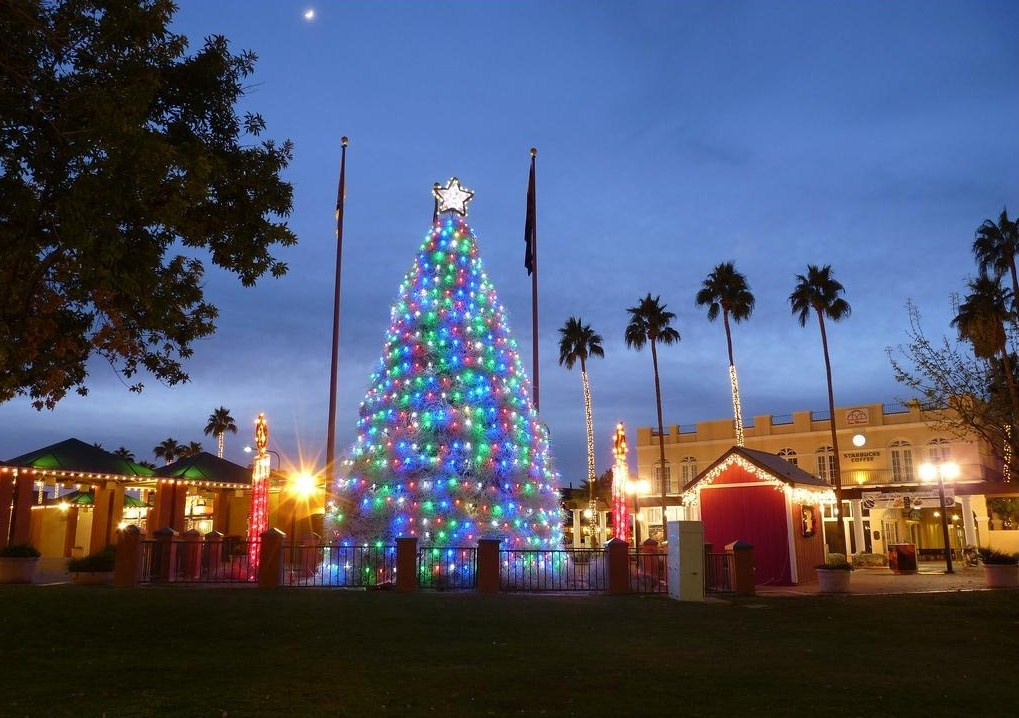
Vánoční trh v Tumbleweed parku

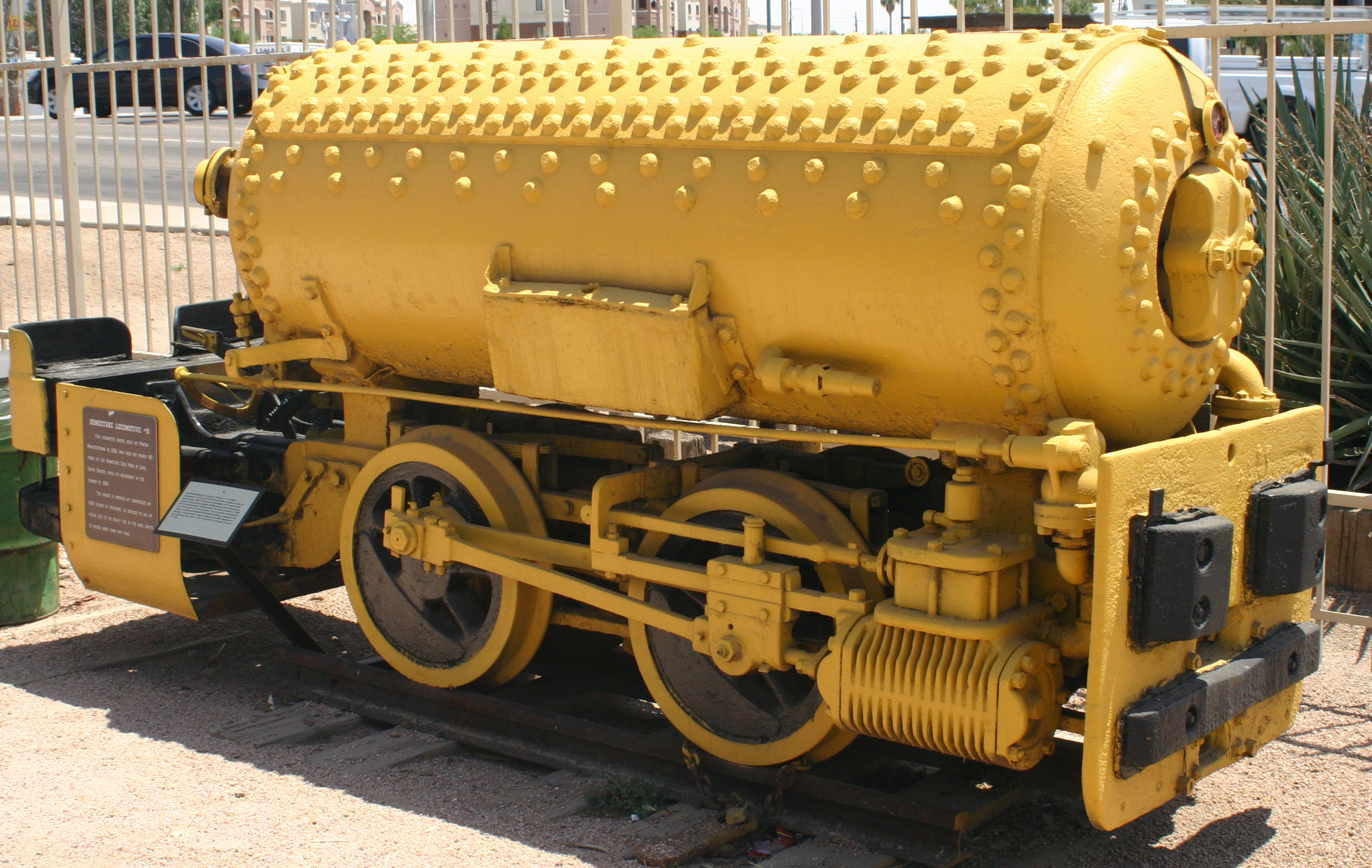
Bezmotorová těžební lokomotiva z roku 1923 v Železničním muzeu

- Chandler Center for the Arts, multikulturní zařízení s 1500 sedadly.
- The Vision Gallery, regionální galerie výtvarného umění[2]
- The Arizona Railway Museum, Arizonské železniční muzeum, v Tumbleweed Parku, pravděpodobně největší na jihozápadě USA
- The Chandler Museum, městské muzeum s památkami na zakladatele města A. J. Chandlera
- Ostrich Festival je festival pštrosů, pořádaný na památku zdejších pštrosích farem, z nichž se prodávala pštrosí pera na dámské klobouky a vějíře.
- Pueblo de Los Muertos, 8 km východně od města je "Osada mrtvých" s ruinami vesnice Hohokamů, původních obyvatel této oblasti

## Osobnosti města
- Alexander John Chandler (1859–1950), původně kanadský veterinární chirurg, později arizonský rančer, kolonista a zakladatel města
- Waylon Jennings (1937–2002), americký country zpěvák, skladatel a kytarista[3]
- Ice-T (* 1958), americký rapper a textař

## Partnerská města
- Tullamore, Irsko (od 2008)
- Tchaj-nan, Tchaj-wan (od 2016)[4]